# Пустовойт Валентин Іванович
Пустовойт Валентин Іванович (нар. 19 січня 1953, Бобровиця, Чернігівська область, помер 2 червня 2016)— український журналіст, державний службовець 4-го рангу (остання посада на держслужбі — завідувач відділу Інформаційного управління Апарату Верховної Ради України). Кандидат філософських наук, член Національної спілки журналістів України (1979), Асоціації політичних психологів України, Соціологічної асоціації України.

## Біографічні відомості
Пустовойт Валентин Іванович народився 19 січня 1953 у місті Бобровиця, Чернігівської області. З 1974 по 1980 рр. навчався у факультеті журналістики Київського державного університету імені Т. Г. Шевченка.

### Освіта
- Захистив кандидатську дисертацію з філософії за спеціальністю 09.00.03 (соціальна філософія та філософія історії) на тему «Утопічний та антиутопічний досвід соціального проектування в контексті глобальних проблем сучасності» (2011 р.).

## Кар'єра
- під час служби в армії — співробітник газети «На страже Родины» (Новосибірський військовий округ);
- з 1976 року — постійний позаштатний кореспондент газети «Комсомольское знамя»[1];
- кореспондент, завідувач відділу газети «Молодь України»;
- редактор відділу журналу «Наука і суспільство»;
- керівник інформаційно-аналітичної служби інформаційного агентства концерну «Киевские Ведомости»;
- керівник інформаційно-соціологічної служби тижневика «Зеркало недели»;
- з липня 1996 — заступник головного редактора газети «День»[1];
- з липня 2000 — заступник голови правління «Української прес-ґрупи»;
- з січня 2005 — незалежний журналіст[2];
- з січня 2007 — співробітник Апарату Верховної Ради України;
- з квітня 2014 — провідний науковий співробітник Інституту соціальної та політичної психології НАПН України;
- з липня 2014 — незалежний журналіст і політолог;
- з лютого 2015 — керівник Аналітичного центру Асоціації політичних психологів України.

## Творчість
- Одним із перших в радянській журналістиці порушив проблему взаємин військовослужбовців строкової служби різних призовів («дідівщини»). — В. Пустовойт, «Кого не любят в роте». — М., г-та «Красная звезда» (орган МО СССР), 12 января 1974 г.
- Уперше в журналістській практиці розробив і застосував методику опитування тих читачів періодичних видань, які відмовилися від передплати на журнал чи газету / Валентин Пустовойт, «Взгляни глазами читателя». — М.,"Журналист", № 10, 1986 г., стр. 39-41 (ежемесячный журнал Союза журналистов СССР).
- Був куратором першої в українських періодичних виданнях спеціалізованої соціологічної служби — Соціологічної служби газети «День» (1996–2000 рр.).
- Пустовойт В. І. За рядком експертного висновку./ Київ: Видавництво т-ва «Знання» України, 1992. — 48 с. — (Серія 11 «Закон і ми»; № 1). — ISBN 5-7770-0501-1.
- Валентин Пустовойт. Станности американского «уотергейта» и украинского «аудиогейта». / Киев, газета «День», 22 декабря 2000 г.
- Валентин Пустовойт. Дело Гонгадзе и последовавший за ним «кассетный» скандал были попыткой переиграть результаты президентских выборов 1999 года? / Киев, газета «Факты и комментарии», 13 сентября 2001 г.
- Валентин Пустовойт. Не поворачивайтесь спиной к рыцарям плаща и кинжала. Террористичечкие акты против Линкольна, Столыпина, Кирова и Кеннеди были совершены с участием собственных спецслужб./ Киев, журнал «Поколение», № 4, 2003 г., с. 58-66.
- Валентин Пустовойт. Враги по разуму. Негативные апекты гипотетических контактов з внеземными цивилизациями./ Киев, журнал «Поколение», № 4, 2003 г., с. 76-81.
- Пустовойт В. І. Про роль адельфофагії у Homo sapiens в прийдешній загибелі людства / В. І. Пустовойт // Гілея: науковий вісник. Збірник наукових праць / Гол.ред. В. М. Вашкевич. — К.: ВІР УАН, 2012. — Випуск 65 (№ 10). — С. 215–222.
- Всесвітньою асоціацією руської преси серед п'ятьох найкращих українських і п'ятьох найкращих російських журналістів за підсумками 2000 року відзначений «Золотим пером» («Столичные новости», № 3, 23-29 января 2001 г.).